# Metakrilat
Metakrilat se odnosi na derivate metakrilne kiseline. Ti derivati obuhvataju roditeljsku kiselinu (CH2C(CH3)CO2H), soli (npr., CH2C(CH3)CO2−Na+), estre (npr. CH2C(CH3)CO2CH3, ili metil metakrilat) i njihove polimere.
Metakrilati često služe kao monomeri u polimernim plastikama, čime se formiraju akrilatni polimeri. Metakrilati lako formiraju polimere pošto su njihove dvostruke veze veoma reaktivne. Oni se koriste kao monomerni rezin u pojedinim sredstvima za popravku vetrobrana, i kao koštani cement za fiksiranje prostetičkih uređaja u ortopedskoj hirurgiji. 
Termin (met)akrylat se frekventno koristi kao generički naziv za akrilat i metakrilat.